# Thunder Force
Thunder Force (サンダーフォース Sandā Fōsu?) är ett shoot 'em up-spel utvecklat av Technosoft och utgivet 1983. Spelet är icke-linjärt, och spelaren styr en av Galaxfederationens farkoster i kampen mot Ornimperiet.

### Fotnoter
1. ↑  ”Thunder Force” (på engelska). Mobygames. 13 mars 1983. http://www.mobygames.com/game/thunder-force. Läst 14 maj 2015.